# Desert del Colorado

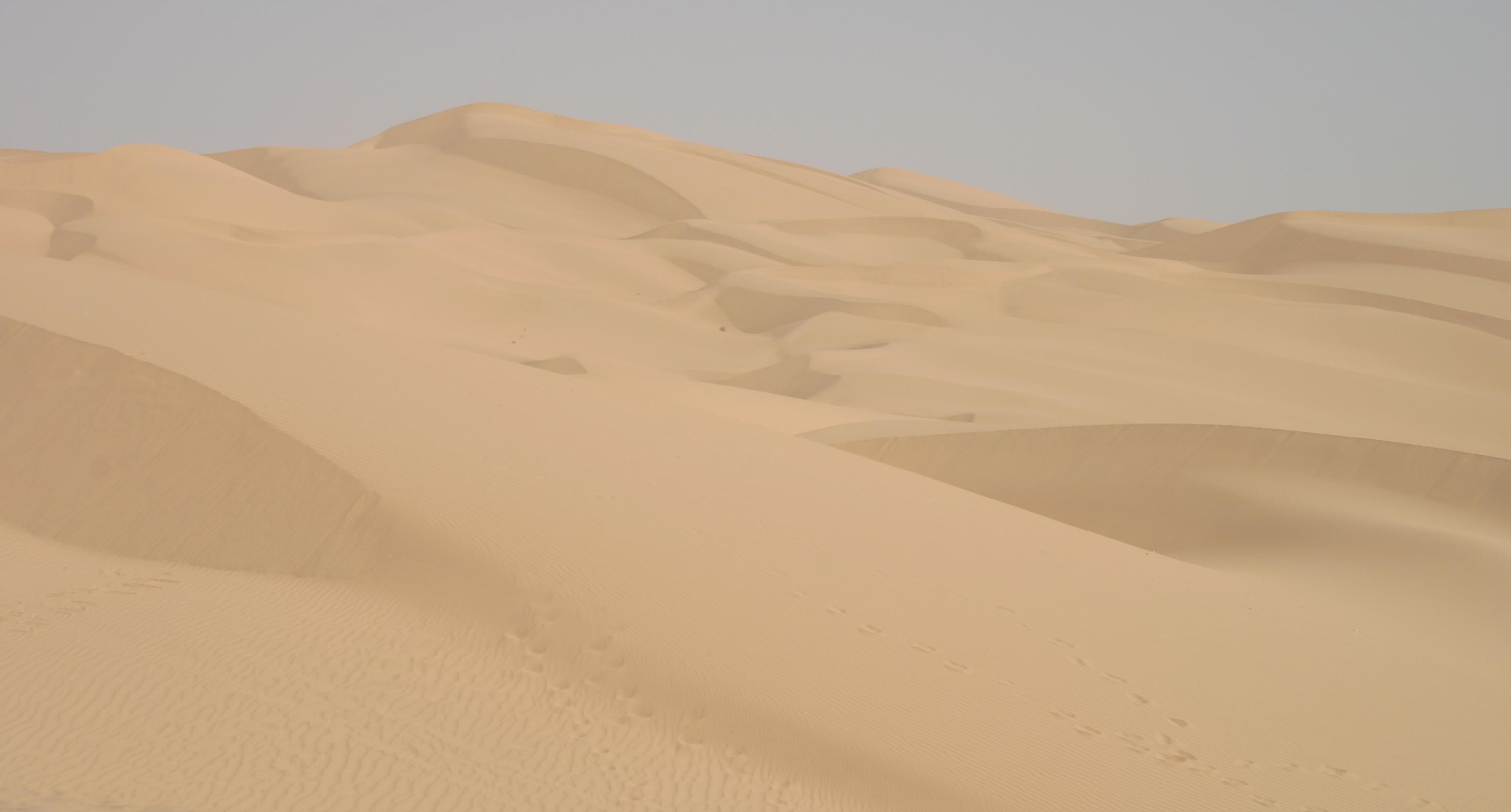
Dunes Algodones

El desert del Colorado a Califòrnia, és una part del desert de Sonora. Abasta des de la frontera amb Mèxic al sud, fins al desert de Mojave, que té més altitud, al nord i des del riu Colorado, a l'est a les Muntanyes Laguna, a l'oest. Aquesta zona inclou els intensos regadius de Coachella i Imperial Valley. El desert de Colorado hostatja una flora i fauna sovint endèmica.

## Geografia i geologia
La major part d'aquest desert té una altitud baixa, per sota dels 300 metres i el punt més baix està a uns 80 metres per sota del nivell del mar (al llac Salton). Però els cims més alts fan més de 3.000 metres d'altitud. La part més al sud de la falla de San Andres la connecta amb la zona sísmica de l'est del Pacífic i per això a aquest desert hi ha terratrèmols amb enfonsament local de l'escorça terrestre.

## Clima
Les temperatures màximes de l'estiu són molt altes i, al llarg de l'any, mai hi ha glaçades. Té dues estacions plujoses a l'any (a l'hivern i a finals d'estiu), especialment cap al sud d'aquesta regió, en canvi el desert de Mojave, que està més al nord, només té pluges a l'hivern.
Les serralades Peninsular i altres serralades de l'oest del sud de Califòrnia i nord de la Baixa Califòrnia bloquegen les pluges que provenen del Pacífic (ombra pluviomètrica) i donen aquest clima àrid Altres períodes més o menys llargs de pluges provenen del Golf de Califòrnia.

## Flora i fauna

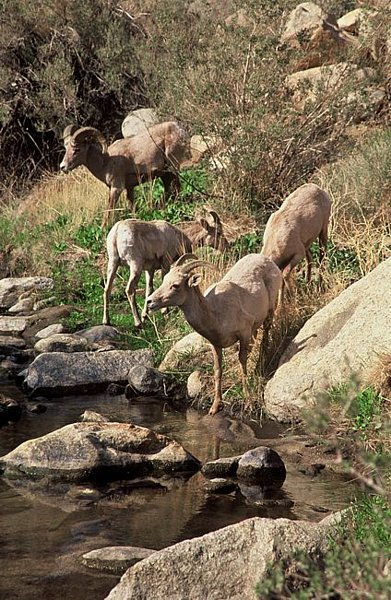
Ovella bighorn a Palm Canyon dins l'Anza-Borrego State Park.

En la flora hi abunda l'arbust de creosota (Larrea tridentata); matollar mixt incloent la yucca i el cactus cholla; els "saltbush" desèrtics (Atriplex); praderies en sòls sorrencs i dunes. A les altituds majors hi ha pinyon pine i el ginebre de Califòrnia, amb zones de manzanita i pi Coulter. A més de les plantes perennes, més de la meitat d'espècies d'aquest desert són plantes anuals herbàcies i quan hi ha prou pluja a l'hivern hi ha una gran florida a principi de primavera. A la part sud de la regió les pluges addicionals de finals d'estiu fan germinar diverses plantes anuals i sostenen els arbres smoketrees, ironwood, i palo verde. L'arbre Joshua es pot trobar al Joshua Tree National Park i en regions petites del centre i nord-oest d'Arizona.
La fauna inclou el cérvol mul, el linx roig, la rata cangur, el ratolí dels cactus, la llebre californiana (Lepus californicus), el colí de Gambel (Callipepla gambelii), i la serp de cascavell diamant vermell. Entre les espècies sensibles es troben el llangardaix cornut de Sonora, Llangardaix de veta de la vall de Coachella, la tortuga del desert, el falcó de la praderia, l'escarabat de les dunes d'Andrews, el mufló de les muntanyes Rocoses peninsular i el ratpenat orellut californià.
En el desert de Colorado els ambients aquàtics i d'aiguamolls estan molt limitats en la seva superfície però són crítics per a la vida silvestre. Els arbres que hi dominen són els pollancres, els salzes, i els tamarius, aquests darrers no són autòctons. La fauna dels llocs aquàtics o d'aiguamoll està representada per gripaus d'arroyo), Cyprinodon macularius, i per l'ocell el rascló de Ridgway).
Les palmeres de fulles de ventall només es troben on hi ha aigües subterrànies, està representada per la Washingtonia filifera (desert fan palm), que creix als oasis.

### Flora endèmica
Al llarg de Lower Colorado River Valley hi ha, com a mínim tres espècies endèmiques:: el lliri del desert, Nolina bigelovii, i Peucephyllum schottii.

## Parcs nacionals i estatals
- Joshua Tree National Park
- Imperial NWR
- Sonny Bono Salton Sea NWR
- Indio Hills Palms
- Anza-Borrego Desert State Park
- Ocotillo Wells State Vehicular Recreation Area
- Picacho State Recreation Area
- Heber Dunes State Vehicular Recreation Area
- Salton Sea State Recreation Area